# Populous (architectenfirma)
Populous, voorheen bekend als HOK Sport Venue Event of HOK Sport, is een architectenbureau gespecialiseerd in het ontwerpen van sportfaciliteiten en congrescentra, maar het houdt zich ook bezig met het organiseren van grote evenementen.
Een van de belangrijkste projecten zijn opvallende bouwwerken zoals het New Yankees Stadium in New York, het Emirates Stadium, het nieuwe Wembley Stadium en The O2 Arena in Londen, de Estádio da Luz in Lissabon, het BBVA Bancomer-stadion in Monterrey en het ANZ Stadium in Sydney, Australië. Het bedrijf is ook verantwoordelijk voor de renovatie van het Soccer City Stadium in Johannesburg voor het WK 2010.
Populous opereerde voorheen onder de naam HOK Sport Venue Event, als dochtermaatschappij van HOK Group, het grootste architectonische ingenieursbureau in de Verenigde Staten. In januari 2009 werd Populous opgericht na een overname van HOK Sport Venue Events.
Het is een van de grootste architectenbureaus ter wereld.

## Bekende werken (selectie)
- Air Canada Centre
- ANZ Stadium
- Avivastadion
- Dick's Sporting Goods Park
- Estádio da Luz
- FedEx Field
- Millennium Stadium
- Minute Maid Park
- NRG Stadium
- Sphere at the Venetian Resort
- SunTrust Park
- The O2
- Wembley Stadium